# 팬택 베가 레이서 2 블링
팬택 스카이 베가 레이서 2 블링(Pantech SKY VEGA Racer 2 bling)은 팬택이 출시한 안드로이드 보급형 스마트폰이다. 팬택 스카이 베가 레이서 2와는 전화가 올 때와 화면을 켤때에 자체발광 케이스로 인해 빛나는 점과 안드로이드 4.1.2 젤리빈이 기본 탑재된 것을 제외하고는 같다. KT 전용 모델이다.

## 기타 업그레이드

### 베가 기프트 팩 업그레이드
2013년 9월 24일 업그레이드가 실시되었다.

## 특수 기능

### 스마트 보이스
팬택의 음성인식 기능이다. 애플의 시리, 삼성전자의 S 보이스, LG전자의 Q 보이스와 유사하다.

### 미니 윈도우
뮤직, DMB, 동영상, 메모, 전자사전 기능을 작은 화면에서 보면서 남은 화면으로 다른 작업을 할 수 있는 멀티 스크린 기능이다.

### LED 라이팅 케이스
베가 레이서 2 블링에 기본 제공되는 케이스이다. NFC 안테나의 자기장을 이용해 전화를 걸거나 받을 때, 화면을 킬 때 LED 조명으로 빛이 나온다. 색상은 블랙, 핑크 두 가지가 있으며, 기존의 베가 레이서 2에도 호환된다.

## 외형
스카이 베가 레이서 2와 같다.

## 색상
- 화이트

## 같이 보기
- 팬택 스카이 베가 레이서 2